# Caguairán
El caguairán es un árbol cubano,propia de la región oriental donde se le denomina quiebra hacha por su resistencia al cortarsela, siendo su madera muy valiosa, y resistente para sus diferentes fines que se le utilice. Existen dos especies: la Copaifera hymeneafolla, de tronco color rojo vino, y la Hymenaea torreana, de color amarillo rojizo su tronco.
El caguairán es incorruptible, compacto, de una dureza extraordinaria, según escribió el sabio cubano Tomás Roig en su diccionario botánico. El color es rojo púrpura, con un grano recto, durable y muy consistente.
Alcanza un tamaño de 50 pies de altura y un tronco de 16 pulgadas de diámetro. Las características de este árbol lo convierten en ideal para fabricar obras duraderas.
Abunda en el extremo oriental del país y crece en los bosques de tierras calcáreas y montañosas.
- Datos: Q5739261